# 季節はずれの海岸物語
『季節はずれの海岸物語』（きせつはずれのかいがんものがたり）は、1988年から1994年にかけてフジテレビ系列で放送されたテレビドラマである。フジテレビの第二制作部（現：バラエティ制作センター）が番組制作を担当した。

## 概要
片岡鶴太郎扮する海岸沿いの喫茶店「QUE」のマスター・高村圭介、店を手伝う女友達の徳子、隣に住む理恵の3人の恋物語を中心に展開され、少し苦味のある大人の恋が描かれる。圭介の恋の相手として毎回異なるマドンナが出演し（下記参照）、放送当時は「現代版寅さん」と言われたこともある。
第1作は1988年1月1日に正月のスペシャルドラマとの位置づけで放送、同年10月には第2作が放送された。その後も年に1 - 2本の割合で放送され、番組タイトルの通り、秋や冬の時期に放送されることが多く、1994年の完結までに計14作が制作された。
2000年までは頻繁に地上波で再放送が行われていたが、出演者の1人である田代まさしが不祥事を起こして以降はBSやCSも含めて一度も再放送が行われず、映像ソフト化もなされていない。

## 出演
- 高村圭介：片岡鶴太郎

本作の主人公であり、喫茶店「QUE」のマスター。
- 新井徳子：可愛かずみ

圭介の女友達。「砂浜のDESTINY」にて玉川春文と結婚するが、「'93秋」にて春文を交通事故で亡くす。
- 玉川春文：田代まさし

圭介の大学時代の同級生。初回から「'91秋」まで登場する。「砂浜のDESTINY」にて徳子と結婚する。「'92冬」以降は登場しなくなり、「'93秋」にて交通事故で死亡する。
- 渡辺理恵：渡辺美奈代（｢砂浜のDESTINY｣以降全話登場）
- 山本幸一：山本陽一 （｢'90冬｣以降全話出演）
- 遠藤和彦：古尾谷雅人（｢'89夏｣、｢'92秋｣、｢'93秋｣、最終回に登場）
- サブ：寺門ジモン （「季節の中の」から「'89夏」まで登場）

## サブタイトル
雑誌等で紹介されたサブタイトルと実際の放送のサブタイトルとでは、表記に違いが見られる。ここではテレビ放送のものを記載する。
| 放送日         | サブタイトル                                      | ノベライズ版             | 圭介の恋の相手 | その役者              | その他ゲスト |
| -------------- | ------------------------------------------------- | ------------------------ | -------------- | --------------------- | ------------ |
| 1988年1月1日   | 季節はずれの海岸物語                              | 涙のSeaside Cafe Terrace | 真澄           | 石野真子              |              |
| 1988年10月3日  | 季節のなかの海岸物語                              | 真夏のヒコーキ雲         | 夏海           | 美保純                |              |
| 1989年1月3日   | 季節はずれの海岸物語 砂浜のDESTINY                | 砂浜のDESTINY            | 真由美         | 斎藤慶子              | 中森明菜     |
| 1989年8月25日  | 季節はずれの海岸物語 '89夏                        | Good by そして Good Luck | 麗子 愛子      | 鈴木保奈美 室井滋     |              |
| 1990年1月2日   | 季節はずれの海岸物語 '90冬                        | Sweet Christmas Again    | 明子           | 樋口可南子            |              |
| 1990年10月11日 | 季節はずれの海岸物語 1990 暑かった夏              | あの夏のDestiny          | 久美子         | 森尾由美              |              |
| 1991年1月2日   | 季節はずれの海岸物語 '91冬 想い出は美しすぎて     | 思いでは美しすぎて       | 未散           | つみきみほ            |              |
| 1991年11月8日  | 季節はずれの海岸物語 '91秋 フィルムのなかの想い出 | フィルムの中の夏         | かおり         | 南野陽子              |              |
| 1992年1月2日   | 季節はずれの海岸物語 '92冬 恋は夢の彼方に         | 恋は夢の彼方に           | 友美 冴子      | 石田ゆり子 中村あずさ |              |
| 1992年10月8日  | 季節はずれの海岸物語 '92秋                        | 通りすぎた夏             | 優香子         | 松田聖子              |              |
| 1993年1月7日   | 季節はずれの海岸物語 '93冬                        | ひとりぼっちの波         | 祥子           | 麻生祐未              |              |
| 1993年9月27日  | 季節はずれの海岸物語 '93秋                        | 愛に微笑みたくて         | ゆかり         | 西田ひかる            |              |
| 1993年12月24日 | 季節はずれの海岸物語 X'masスペシャル              | 未収録                   | 里美 愛子      | 財前直見 室井滋       | 寺脇康文     |
| 1994年10月13日 | 季節はずれの海岸物語 〜いつも海があった〜         | 未収録                   | 徳子 優香子    | 可愛かずみ 松田聖子   |              |

## 音楽
主題歌は「DESTINY」（松任谷由実）。また、挿入歌にサザンオールスターズや松任谷由実の楽曲が頻繁に使われていた。他にTUBEや竹内まりや、本作にマドンナとして出演した松田聖子歌唱の楽曲も使われた（ただし、松田聖子の楽曲の使用は松田が出演した作品のみ）。